# Sergio Maifredi
Sergio Maifredi (Genova, 30 aprile 1966) è un regista teatrale, drammaturgo e direttore artistico italiano.

## Biografia
Nel 1989 si diploma all'Accademia dei filodrammatici di Milano e nel 1991 si laurea in Lettere Moderne con una tesi su Aristodemo di Carlo de' Dottori all'Università di Genova. È direttore artistico del Teatro Pubblico Ligure, e direttore artistico del Festival Grock dedicato al più grande clown del '900: Charles Adrien Wettach, in arte Grock. Dal 2019 è direttore artistico della rievocazione storica Disfida di Barletta. È stato dal 1 gennaio 2019 al febbraio 2021 sovrintendente e direttore artistico del Teatro Sociale di Camogli.
È stato dal 2010 al 2016 direttore organizzativo del Teatro Vittoria di Roma, dal 2010 fino al 2014 consigliere di amministrazione della Fondazione Carlo Felice di Genova e dal 31 marzo 2016 al 30 marzo 2018 direttore artistico del Teatro Placido Mandanici di Barcellona Pozzo di Gotto (Messina). Dal 2005 è regista residente al Teatr Nowy di Poznań in Polonia. È stato membro della Commissione Nazionale UNESCO fino al 2014. Dal 1997 al 2007 è stato vicedirettore della cooperativa del Teatro della Tosse e dal 2009 al 2013 direttore artistico del Teatro Curci di Barletta.

## Regie teatrali
- 1985 Delirio a due di Eugène Ionesco – Compagnia Teatrale dell'Atelier – Genova
- 1985 Un cuore per due di Guy Foissy – Compagnia Teatrale dell'Atelier – Genova
- 1986 Jacques o la sottomissione di Eugène Ionesco – Compagnia Teatrale dell'Atelier – Genova
- 1987 Storia di un biologo di Andrea Ovcinnicoff - Compagnia Teatrale dell'Atelier - Genova
- 1987 L’attore e la maschera di Etta Cascini - Compagnia Teatrale dell'Atelier - Genova
- 1988 Szerelmem Elektra di Laszlò Gyurkò, tradotto da Umberto Albini - C.A & S.M Produzioni – Genova
- 1990 Aristodemo di Carlo de' Dottori - C.A. & S.M. Produzioni - Genova
- 1991 Un racconto mediterraneo da Iliade, Odissea e Eneide – Teatro dei Filodrammatici - Milano
- 1991 Labirinto di Alfredo Balducci - Teatro dei Filodrammatici - Milano
- 1991 Atti unici da Svevo, Pirandello, Verga - Teatro dei Filodrammatici - Milano
- 1992 Le donne, i cavallier, l’arme, gli amori - da Ariosto, Tasso, Pulci – Teatro dei Filodrammatici – Milano
- 1993 Teppisti! di Giuseppe Manfridi - Teatro Garage – Genova
- 1994 Mercedes di Thomas Brasch - Comp. Malebranche - Milano
- 1995 Coccodrillo di Cristina Argenti - Sala Duse - Teatro Stabile di Genova
- 1995 Un’eroica giornata di fine era di Piero Pieri - Teatro della Tosse
- 1996 Onore di pianti di Adriano Sansa - Santa Maria di Castello - Genova
- 1997 Road di Jim Cartwright - Teatro della Tosse
- 1998 Amarsi a morsi di Francesca Mazzuccato da W. Shakespeare - Teatro della Tosse
- 1998 DecameronDecameron da Giovanni Boccaccio (regia firmata insieme a Tonino Conte) - Teatro della Tosse
- 1998 Il barbiere di Siviglia di Rossini - Centro Studi Busoni – Empoli
- 1998 Piccoli omicidi tra amici di John Hodge - Teatro della Tosse
- 1999 Esopo Opera Rock da Esopo - Teatro della Tosse
- 2000 La partitella di Giuseppe Manfridi - Teatro della Tosse
- 2000 Il pazzo e la monaca di S. Witkacy - Teatro della Tosse
- 2001 Didone Abbandonata di Pietro Metastasio, musica di Bruno Coli – Accademia Filodrammatici di Milano
- 2002 Noccioline di Fausto Paravidino - Teatro della Tosse
- 2003 Io sono il Maestro di Hrfnihildur Hagalin - Teatro della Tosse (finalista Premio Ubu migliore novità straniera)
- 2004 Nara Livet - Alle soglie della vita di Ingmar Bergman e Ulla Isaksson - Teatro della Tosse
- 2005 Mi chiamo Isbjorg e sono un leone di Havar Sigurdjonsson – Teatro della Tosse - Genova (finalista Premio Ubu migliore novità straniera)
- 2006 Szesc Postaci Szuka Autora / Sei personaggi in cerca d’autore di Luigi Pirandello - Teatr Nowy, Poznan, Polonia
- 2006 Il Maestro di Scuola di Telemann - Teatro Sociale - Rovigo
- 2006 Signorina Julie di August Strindberg - Fondazione Luzzati Teatro della Tosse – Genova
- 2007 Notte Araba di Roland Schimmelpfennig - Fondazione Luzzati Teatro della Tosse - Genova
- 2008 Viaggiatori Viaggianti da vari autori - Teatro Pubblico Ligure
- 2008 Vero West di Sam Shepard - Teatri Possibili Liguria (spettacolo vincitore Premio dell'Associazione Nazionale Critici Teatrali come miglior regia 2008)
- 2008 Nara Livet - Alle soglie della vita di Ingmar Bergman e Ulla Isaksson, progetto Fårö su Bergman – Piccolo Teatro di Milano
- 2009 Oszust (Il raggiratore) di Carlo Goldoni - Teatr Nowy, Poznan, Polonia
- 2009 La donna di un tempo di Roland Schimmelpfennig - Teatro Pubblico Ligure
- 2009 Chitarre corsare da Paganini, Mazzini, Taraffo, De André - Teatro Pubblico Ligure
- 2010 Sirene di Lucia Rossetti - Teatro Giacosa - Ivrea (Torino)
- 2011 Lo sceicco bianco di Federico Fellini - Teatr Nowy, Poznan, Polonia
- 2012 Odissea un racconto mediterraneo - LuganoInScena, Lugano, Svizzera
- 2013 Odissea un racconto mediterraneo
- 2014 Odissea un racconto mediterraneo
- 2015 Odissea un racconto mediterraneo
- 2015 Iliade un racconto mediterraneo
- 2015 Decameron un racconto in tempo di peste
- 2016 Eneide un racconto mediterraneo
- 2017 Atlante del Gran Kan[5]. Autobiografie di una città - Teatro Pubblico Ligure
- 2017 Sul cammello e all’ombra del bastone. Ovvero la matematica dei greci. Con Piergiorgio Odifreddi
- 2017 Una serata pazzesca. Tullio Solenghi legge Paolo Villaggio - Teatro Pubblico Ligure con Tullio Solenghi
- 2018 Uccidete Socrate! Come la democrazia ateniese si liberò di un personaggio scomodo. Con Ermanno Bencivenga
- 2019 Disfida di Barletta Rievocazione storica[6]
- 2019 La risata nobile[7]. da Aristofane ad Achille Campanile - Teatro Pubblico Ligure con Tullio Solenghi
- 2020 Capitani Coraggiosi[8]. La grande letteratura del mare in un viaggio a tappe
- 2021 Le isole del Tesoro[9]. da L’Isola del Tesoro di Robert Louis Stevenson - Teatro Pubblico Ligure con Giuseppe Cederna

## Premi
- Medaglia di "Bene Merito" conferita dal Ministero degli Esteri della Repubblica polacca il 07 maggio 2012
- Premio della Associazione Nazionale Critici Teatrali 2007-2008 per la regia di Vero West di Sam Shepard - Teatri Possibili Liguria
- Premio Regione Liguria "per lo Spettacolo" nel 2008
- Finalista Premio Ubu migliore novità straniera nel 2005 con Mi chiamo Isbjorg e sono un leone di Hàvar Sigurjonsson da Vigdis Grimsdottìr  (Islanda).
- Finalista Premio Ubu migliore novità straniera nel 2003 con Io sono il maestro di Hrafnhildur Hagalin (Islanda)